# Route nationale 1
La Route Nationale 1 es una carretera troncal que une las ciudades de París y Calais.
La mayor parte de su recorrido ha sido renombrada como A 16, pero también ha sido renombrada como RD 301, RD 1001, RD 901 y RD 940.

## Recorrido

### París - Amiens
La Route Nationale 1 comienza en París, en la Porte de la Chapelle, y se dirige hacia el norte en dirección a Amiens.
- París, Porte de la Chapelle  N 1  (km 0)
- Saint-Denis  (km 5)
- Pierrefitte-sur-Seine  N 1  (km 8)
- Sarcelles  D 301  (km 1)
- Groslay (km 11)
- Saint-Brice-sous-Forêt (km 13)
- Ézanville (km 16)
- Moisselles et Domont (km 17)
- Bouffémont  D 301  (Km 18)
- La Croix Verte, Attainville y Baillet-en-France  N 1  (km 20)
- Montsoult (km 21)
- Maffliers (km 22)
- Presles (km 26)
- Bosque de L'Isle-Adam  N 1  (km 29)

A partir del Bosque de L'Isle-Adam, la carretera está desdoblada y renombrada como A 16.
- Bosque de L'Isle-Adam  D 301  (km 29)
- Central Térmica de Champagne-sur-Oise  D 1001  (km 32)
- Puiseux-le-Hauberger (km 40)
- La Mare d'Ovillers, Mortefontaine-en-Thelle (km 47)
- Sainte-Geneviève (km 49)
- Noailles (km 54)
- Blainville, Ponchon (km 55)
- Roye, Ponchon (km 56)
- Le Gros Poirier, Abbecourt (km 58)
- Warluis (km 62)
- Allonne (km 65)
- Beauvais  D 1001  (km 69)

La RN 1 sigue la antigua ruta nacional 181 y se dirige dirección nordeste.
- Beauvais  D 1001  (km 69)
- Tillé (km 73)
- Abbeville-Saint-Lucien (km 81)
- Noirémont (km 86)
- Froissy (km 87)
- Vendeuil-Caply (km 94)
- Breteuil-sur-Noye  D 1001  (km 97)

La RN 1 sigue la antigua ruta nacional 16 y continúa hacia el norte.
- Breteuil-sur-Noye  D1001  (km 97)
- Esquennoy (km 100)
- La Folie de Bonneuil, Bonneuil-les-Eaux (km 103)
- Flers-sur-Noye (km 110)
- Essertaux (km 111)
- Saint-Sauflieu (km 116)
- Hébécourt (km 119)
- Dury (km 123)
- Amiens  D1001  (km 130)

### Amiens - Bray-Dunes
Al salir de Amiens, la N1 sigue un nuevo trazado dirigiéndose hacia el noroeste hasta llegar a Abbeville (antigua ruta nacional 35), después continúa hacia el norte.
- Amiens  D 1001  (km 130)
- Flixecourt (km 156)
- Mouflers (km 159)
- Ailly-le-Haut-Clocher (km 164)
- Bellancourt (km 170)  D 1001
- Abbeville (km 176)  D 1001
- Hautvillers (km 184)
- Le Titre (km 185)
- Nouvion-en-Ponthieu (km 189)
- Forest-Montiers (km 193)
- Bernay-en-Ponthieu (km 196)
- Vron (km 201)
- Nampont-Saint-Martin  D 1001  (km 206)
- Nempont-Saint-Firmin  D 901  (km 207)
- Lépine (km 210)
- Wailly-Beaucamp (km 213)
- Montreuil (km 219)
- Neuville-sous-Montreuil (km 221)
- Samer (km 240)
- Carly (km 244)
- Hesdin-l'Abbé (km 245)
- Isques (km 249)
- Pont de Briques, Saint-Léonard (km 251)
- Saint-Léonard (km 252)
- Boulogne-sur-Mer  D 901  (km 259)

De Boulogne-sur-Mer a Coquelles, la N 1 da paso a la A 16. El antiguo trazado que se dirigía Marquise ahora es un tramo de interés local. De Calais a Gravelines, el antiguo trazado de la  N 40, que fue renombrado como N 1, y más recientemente como RD 940. La N 1 se continúa en dirección este.
- Calais  D 940  (km 290)
- Marck (km 300)
- Oye-Plage  D 940  (km 307)
- Gravelines  D 601  (km 314)
- Les Huttes, Gravelines (km 315)
- Loon-Plage (km 321)
- Grande-Synthe (km 328)
- Petite-Synthe, Dunkerque (km 330)
- Saint-Pol-sur-Mer (km 331)
- Dunkerque (km 333)
- Rosendaël, Dunkerque (km 334)
- Les Dunes d'Oye, Téteghem (km 337)
- Bray-Dunes  D 601  (km 345)
- Furnes  Bélgica N 39 (km 347)

## Antiguos trazados de la RN 1

### Maffliers - Chambly
- Maffliers  D78
- Presles
- Beaumont-sur-Oise  D 78
- Persan  D 924
- Chambly  D 924

### Beauvais - Abbeville
- Beauvais  D 901
- Troissereux
- Monceaux, Saint-Omer-en-Chaussée
- Saint-Omer-en-Chaussée
- Achy
- Marseille-en-Beauvaisis
- Fontaine-Lavaganne
- Thieuloy-Saint-Antoine
- Halloy
- Grandvilliers
- Équennes
- Poix-de-Picardie
- Thieulloy-l'Abbaye
- Lincheux
- Camps-en-Amiénois
- Warlus
- L'Arbre à Mouches, Tailly
- Airaines
- Wanel, Hallencourt
- Sorel-en-Vimeu
- Liercourt
- Pont-Remy
- Eaucourt-sur-Somme
- Épagne
- Épagnette
- La Sauvagine, Épagne-Épagnette
- Bagatelle, Abbeville
- Abbeville  D 901

### Boulogne-sur-Mer - Calais
- Boulogne-sur-Mer
- Wacquinghen
- Leulinghen
- Hauteville, Saint-Inglevert
- Saint-Inglevert
- Coquelles
- Calais